# دارکوب پس‌سرزرد گلوشطرنجی
دارکوب پس‌سرزرد گلوشطرنجی یا دارکوب پس‌سرزرد جاوه‌ای (نام علمی: Chrysophlegma mentale) یک گونه از پرندگان خانوادهٔ دارکوبان بومی جنوب شرق آسیا است.

## پراکندگی و جمعیت
دارکوب گلوشطرنجی در جنوب شرق آسیا دامنهٔ وسیعی دارد و در میانمار، تایلند، مالزی، سنگاپور، برونئی و اندونزی دیده می‌شود. زیستگاه طبیعی آن جنگل‌های نیمه‌گرمسیری یا دشت نمناک یا جنگل کوهستانی و لبه خشکی جنگل‌های حرا است.